# Jerusalem (distrikt)
Jerusalem är ett distrikt  i centrala Israel med en yta på 652 km² och 889 300 invånare. Distrikts huvudstad är Jerusalem.